# Ascogaster kasparyani
Ascogaster kasparyani är en stekelart som beskrevs av Vladimir Ivanovich Tobias 1976. Ascogaster kasparyani ingår i släktet Ascogaster och familjen bracksteklar. Inga underarter finns listade.